# Галли да Бибьена, Джованни Карло
Джованни Карло Галли да Бибьена или Биббиена (итал. Giovanni Carlo Galli da Bibiena; (11 августа 1717 — 20 ноября 1760, Лиссабон) — итальянский архитектор, художник-декоратор и инженер. Представитель большой семьи театральных декораторов, рисовальщиков-орнаменталистов.

## Биография
Джованни Карло был сыном Франческо Галли да Бибьены. Он был членом Академии Клементина в Болонье (Эмилия-Романья).
В Болонье он украсил лестницу Палаццо Савини и капеллу Сант-Антонио в Сан-Бартоломео ди Порта Равеньяна. Джованни Карло также разработал проект главного алтаря базилики Сан-Петронио в Болонье по заказу папы Бенедикта XIV. В 1752 году архитектор был вызван королём Жозефом I Португальским в Лиссабон, где проектировал здание Оперы, примыкавшей к королевскому дворцу, но оперный театр был разрушен через семь месяцев после завершения строительства землетрясением 1755 года. Джованни Карло Галли-Бибиена скончался в Лиссабоне.